# Conflicto entre humanos y vida silvestre

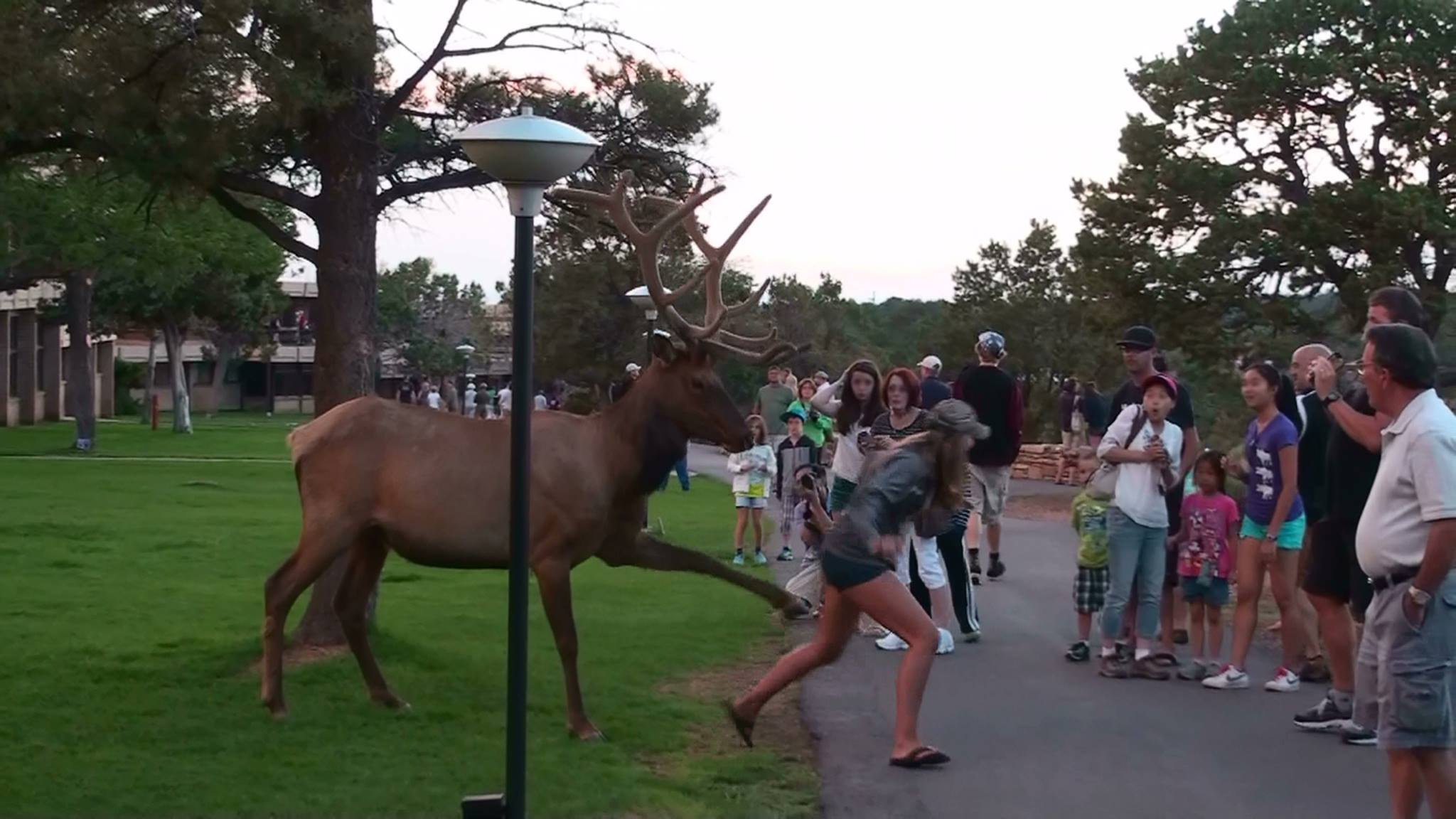
El Parque Nacional del Gran Cañón recibe a millones de visitantes cada año y alberga una población de alces de las Montañas Rocosas. Las interacciones entre los humanos y los alces a veces resultan en lesiones.

El conflicto humano-vida silvestre se refiere a las interacciones negativas entre humanos y animales salvajes, con consecuencias indeseables tanto para las personas y sus recursos, por un lado, como para la vida silvestre y sus hábitats. Un conflicto causado por la competencia por los recursos naturales entre humanos y vida silvestre, influye en la seguridad alimentaria humana y el bienestar tanto de humanos como de animales. En varias regiones, la cantidad de conflictos de este tipo se ha incrementado en las últimas décadas como resultado del crecimiento de la población humana y la transformación del uso del suelo.
Representa una seria amenaza global para el desarrollo sostenible, la seguridad alimentaria y la conservación en paisajes urbanos y rurales por igual. En general, las consecuencias de esta problemática incluyen: destrucción de cultivos, reducción de la productividad agrícola, competencia por las tierras de pastoreo y el suministro de agua, depredación del ganado, lesiones y muerte de humanos, daños a la infraestructura y mayor riesgo de transmisión de enfermedades entre la vida silvestre y el ganado.
En cuanto a los bosques, una alta densidad de grandes ungulados, como los ciervos, puede causar graves daños a la vegetación y amenazar la regeneración al pisotear o ramonear árboles pequeños, frotarse contra los árboles o arrancarles la corteza. Este comportamiento puede tener implicaciones económicas importantes y puede generar una polarización entre los administradores de bosques y de vida silvestre.
Anteriormente, las estrategias de mitigación de conflictos utilizaban el control letal, la translocación, la regulación del tamaño de la población y la preservación de especies en peligro de extinción. La administración reciente ahora utiliza un conjunto interdisciplinario de enfoques para resolver conflictos. Estos incluyen aplicar la investigación científica, los estudios sociológicos y las artes para reducir los conflictos. Dado que el conflicto entre humanos y vida silvestre tiene consecuencias directas e indirectas sobre las personas y los animales, su mitigación es una prioridad importante para la gestión de la biodiversidad y las áreas protegidas. Resolver conflictos entre humanos y vida silvestre y fomentar la coexistencia requiere procesos holísticos y colaborativos bien informados que tengan en cuenta los contextos sociales, culturales y económicos subyacentes.
Muchos países están comenzando a incluir explícitamente el conflicto entre humanos y vida silvestre en las políticas y estrategias nacionales para el manejo de la vida silvestre, el desarrollo y el alivio de la pobreza. En Estados Unidos, la colaboración intersectorial entre la silvicultura, la vida silvestre, la agricultura, la ganadería y otros sectores relevantes es clave.

## Definición
El conflicto entre humanos y vida silvestre es definido por el Fondo Mundial para la Naturaleza como "«cualquier interacción entre humanos y vida silvestre que tenga como resultado impactos negativos en la vida social, económica o cultural humana, en la conservación de las poblaciones de vida silvestre o en el medio ambiente». El taller Creating Co-existence en el 5º Congreso Anual Mundial de Parques de 2003 definió el conflicto entre humanos y vida silvestre en el contexto de las metas humanas y las necesidades de los animales de la siguiente manera: «El conflicto entre humanos y vida silvestre ocurre cuando el las necesidades y el comportamiento de la vida silvestre impactan negativamente en los objetivos de los humanos o cuando los objetivos de los humanos impactan negativamente en las necesidades de la vida silvestre».
Una revisión de 2007 del Servicio Geológico de los Estados Unidos define el conflicto entre humanos y vida silvestre en dos contextos; en primer lugar, las acciones de la vida silvestre entran en conflicto con los objetivos humanos, es decir, la vida, el sustento y el estilo de vida, y en segundo lugar, las actividades humanas que amenazan la seguridad y supervivencia de la vida silvestre. Sin embargo, en ambos casos los resultados son decididos por las respuestas humanas a las interacciones.
El gobierno de Yukón define el conflicto entre humanos y vida silvestre de manera simple, pero a través de la lente del daño a la propiedad, es decir, «cualquier interacción entre la vida silvestre y los humanos que cause daño, ya sea al ser humano, al animal salvaje o a la propiedad». Aquí , la propiedad incluye edificios, equipo y campamentos, ganado y mascotas, pero no cultivos, campos ni cercas.
El «grupo de trabajo sobre conflictos entre los seres humanos y la vida silvestre» de la UICN describe los conflictos entre los seres humanos y la vida silvestre como luchas que surgen cuando la presencia o el comportamiento de la vida silvestre representa una amenaza real o percibida, directa y recurrente para los intereses o necesidades humanos, lo que lleva a desacuerdos entre grupos de personas e impactos negativos. sobre las personas y/o la vida silvestre.

## Historia
Las interacciones entre humanos y vida silvestre han ocurrido a lo largo de la prehistoria del hombre y la historia registrada. Entre las primeras formas de conflicto entre humanos y vida silvestre se encuentra la depredación de los ancestros del hombre prehistórico por parte de varios depredadores del Mioceno, como los gatos con dientes de sable, los leopardos y las hienas manchadas.
Los restos fósiles de los primeros homínidos muestran evidencia de depredación; se cree que el niño de Taung, el cráneo fosilizado de un joven Australopithecus africanus, fue asesinado por un águila por las distintas marcas en su cráneo y el fósil se encontró entre cáscaras de huevo y restos de pequeños animales.
Un cocodrilo cornudo del Plio-Pleistoceno, Crocodylus antropophagus, cuyos restos fósiles se han registrado en Olduvai Gorge, fue el depredador más grande que encontró el hombre prehistórico, como lo indican los especímenes de homínidos que conservan las marcas de mordeduras de cocodrilo de estos sitios.

## Ejemplos

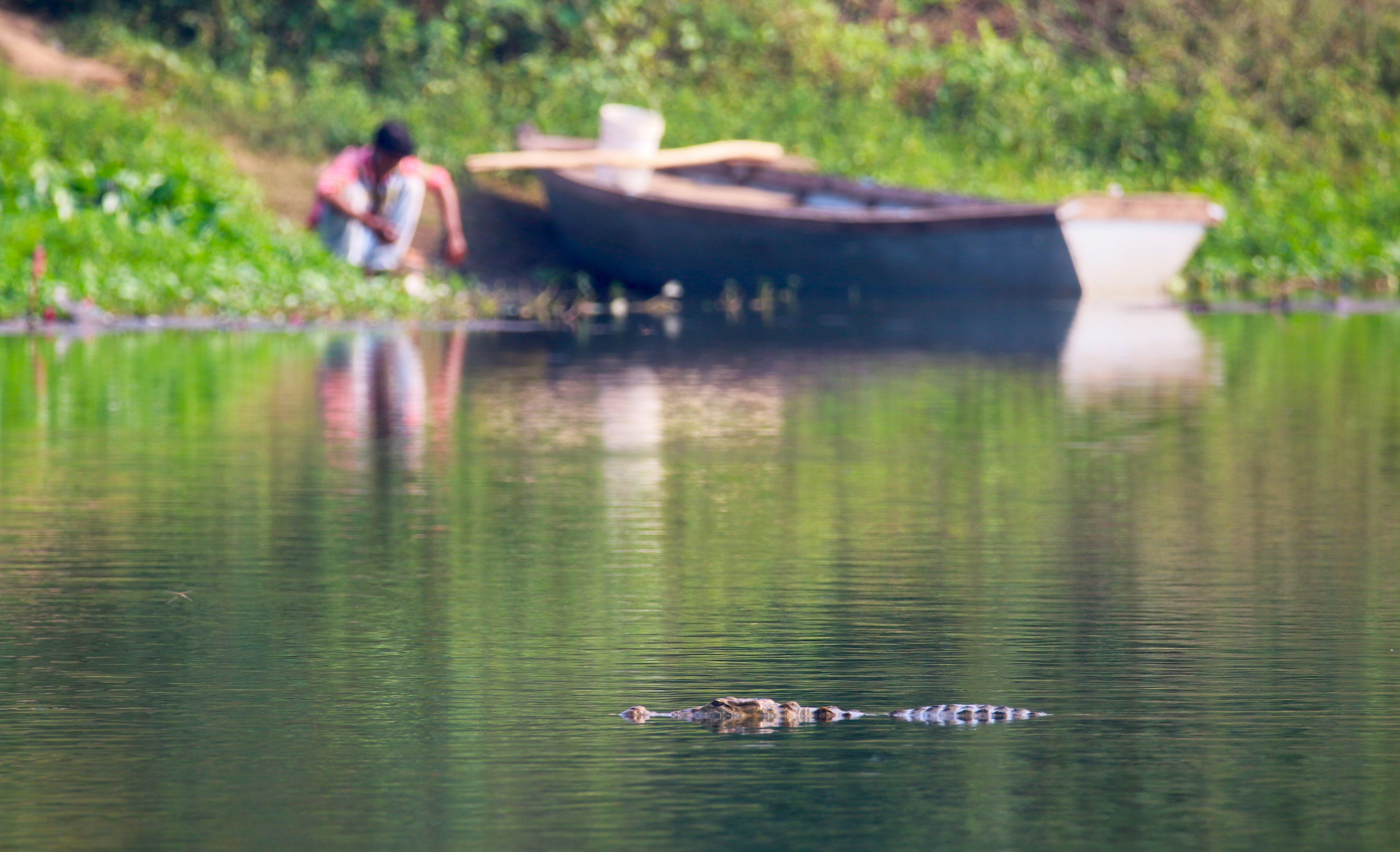
El uso simultáneo de los recursos hídricos por parte de los humanos y los cocodrilos crea ocasiones para el conflicto entre los humanos y la vida silvestre.

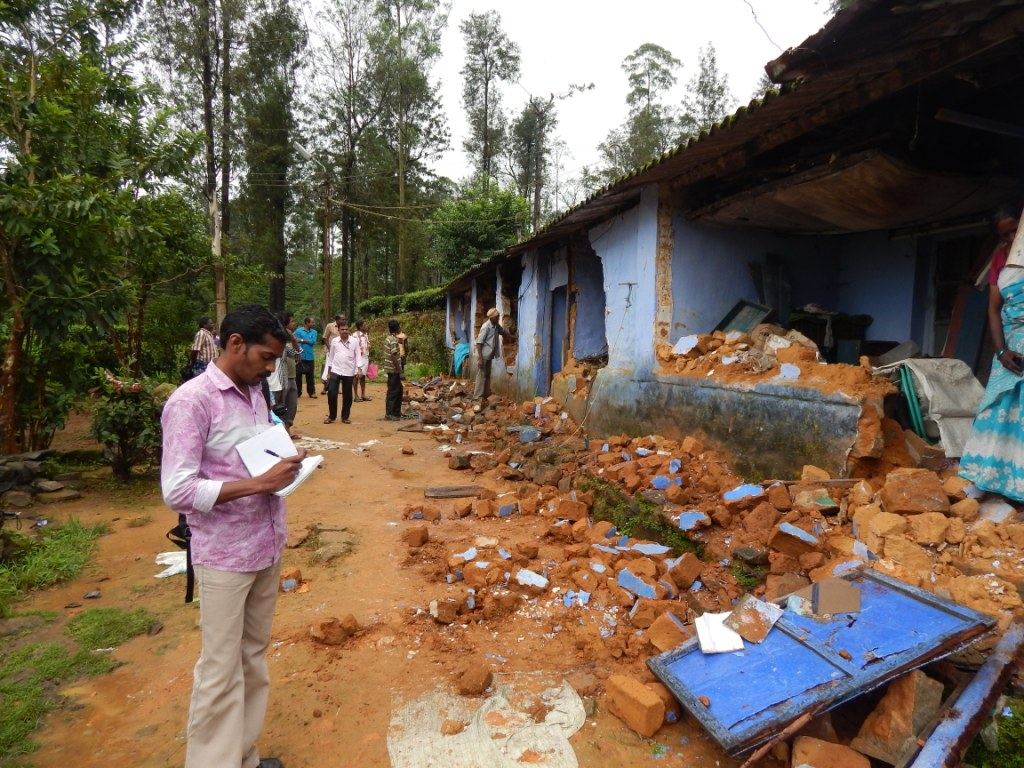
El elefante asiático daña las viviendas.

### África
Como continente tropical con un desarrollo antropogénico sustancial, África es un punto crítico para la biodiversidad y, por lo tanto, para el conflicto entre humanos y vida silvestre. Dos de los principales ejemplos de conflicto en África son los conflictos entre humanos y depredadores (leones, leopardos, guepardos, etc.) y entre humanos y elefantes. La depredación del ganado por depredadores africanos está bien documentada en Kenia, Namibia, Botsuana, y otros. Los elefantes africanos chocan con frecuencia con los humanos, ya que sus migraciones de larga distancia a menudo se cruzan con granjas. El daño resultante a los cultivos, la infraestructura y, en ocasiones, a las personas, puede conducir a la matanza de elefantes en represalia por parte de los lugareños.
En 2017, se informaron más de 8000 incidentes de conflicto entre humanos y vida silvestre solo en Namibia. Las hienas mataron a más de 600 cabezas de ganado en la región de Zambezi de Namibia entre 2011 y 2016 y hubo más de 4000 incidentes de daños a los cultivos, en su mayoría causados por elefantes que se desplazaban por la región.

### Asia
Con una población humana en rápido aumento y una gran biodiversidad, las interacciones entre las personas y los animales salvajes son cada vez más frecuentes. Al igual que los depredadores humanos en África, los encuentros entre tigres, personas y su ganado son un tema destacado en el continente asiático. Los ataques a humanos y ganado han exacerbado las principales amenazas para la conservación del tigre, como la mortalidad, la extracción de individuos de la naturaleza y las percepciones negativas de los animales por parte de los lugareños. Incluso los conflictos sin depredadores son comunes, con elefantes y macacos atacando cultivos que persisten tanto en entornos rurales como urbanos, respectivamente. La eliminación deficiente de los desechos de los hoteles en las ciudades dominadas por el turismo ha alterado los comportamientos de los carnívoros, como los osos perezosos, que generalmente evitan la habitación humana y la basura generada por humanos.
En Sri Lanka, por ejemplo, cada año los elefantes matan hasta 80 personas y los granjeros matan a más de 230 elefantes. El elefante de Sri Lanka está catalogado como en peligro de extinción, y solo quedan entre 2500 y 4000 individuos en estado salvaje.

### Antártida
El primer caso de muerte debido a un conflicto entre humanos y vida silvestre en la Antártida ocurrió en 2003 cuando una foca leopardo arrastró a una bióloga marina británica que practicaba esnórquel bajo el agua donde se ahogó.

### Europa
El conflicto entre humanos y vida silvestre en Europa incluye interacciones entre personas y carnívoros y herbívoros. Se ha demostrado que una variedad de animales que no son depredadores, como ciervos, jabalíes, roedores y estorninos, dañan los cultivos y los bosques. Los carnívoros, como las aves rapaces y los osos, crean conflictos con los humanos al comer tanto peces de criadero como salvajes, mientras que otros, como los linces y los lobos, se alimentan del ganado. Incluso los casos menos aparentes de conflicto entre humanos y vida silvestre pueden causar pérdidas sustanciales; 500 000 colisiones de vehículos con ciervos en Europa (y 1-1,5 millones en América del Norte) provocaron 30 000 lesiones y 200 muertes.

### Norteamérica
Los casos de conflicto entre humanos y vida silvestre están muy extendidos en América del Norte. En Wisconsin, la depredación del ganado por parte de los lobos de los Estados Unidos es un problema destacado que resultó en la lesión o muerte de 377 animales domésticos en un lapso de 24 años. Se informaron incidentes similares en el ecosistema del Gran Yellowstone, con informes de lobos que mataron mascotas y ganado. Los centros urbanos en expansión han creado crecientes conflictos entre humanos y vida silvestre, con interacciones entre humanos y coyotes y leones de montaña documentados en ciudades de Colorado y California, respectivamente, entre otros. Los grandes felinos son una fuente similar de conflicto en el centro de México, donde los informes de depredación de ganado son generalizados, mientras que también se observaron interacciones entre humanos y coyotes en ciudades canadienses.

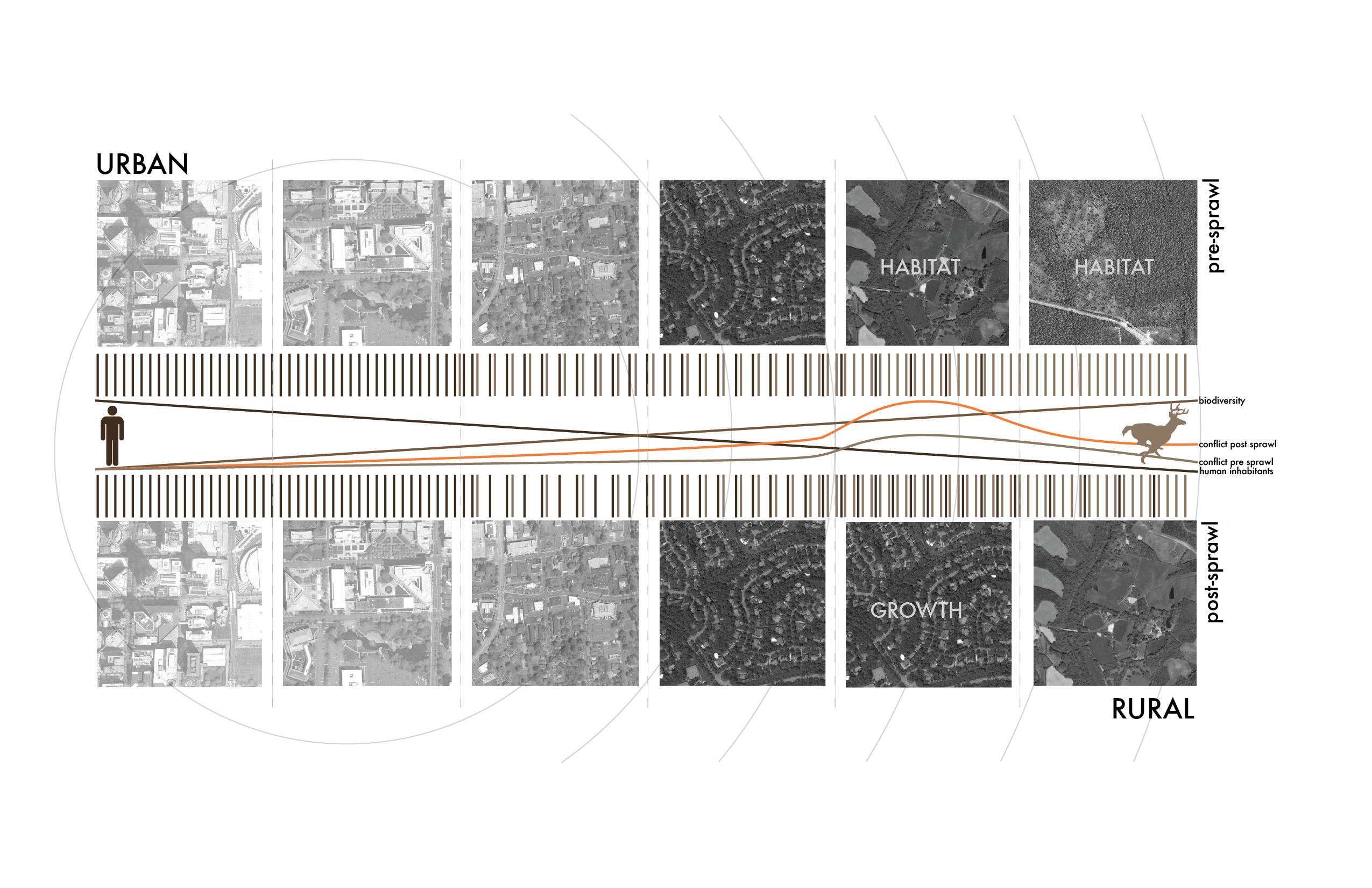
Diagrama del conflicto entre la vida humana y la vida silvestre en las ciudades estadounidenses en expansión.

### Oceanía
En la isla K'gari-Fraser en Australia, los ataques de dingos salvajes contra humanos (incluida la muerte de un niño) crearon una crisis entre humanos y vida silvestre que requirió intervención científica para manejarla. En Nueva Zelanda, la desconfianza y la aversión a la introducción de aves depredadoras (como el halcón de Nueva Zelanda) en viñedos generaron tensiones entre las personas y la vida silvestre circundante. En casos extremos, se ha informado que las aves grandes atacan a las personas que se acercan a sus nidos, siendo el conflicto entre humanos y urracas en Australia un ejemplo bien conocido. Incluso se han documentado conflictos en entornos urbanos, y el desarrollo aumenta la frecuencia de las interacciones entre humanos y zarigüeyas en Sídney.

### Sudamérica
Como ocurre con la mayoría de los continentes, la depredación del ganado por parte de animales salvajes es una fuente principal de conflicto entre humanos y vida silvestre en América del Sur. La matanza de guanacos por depredadores en la Patagonia, Chile, que posee valor económico y cultural en la región, ha creado tensiones entre los ganaderos y la vida silvestre. La única especie de oso de América del Sur, el oso andino, se enfrenta a una disminución de la población debido a un conflicto similar con los ganaderos en países como Ecuador.

### Ecosistemas marinos
El conflicto entre humanos y vida silvestre no se limita a los ecosistemas terrestres, sino que también prevalece en los océanos del mundo. Al igual que con el conflicto terrestre, el conflicto entre humanos y vida silvestre en ambientes acuáticos es increíblemente diverso y se extiende por todo el mundo. En Hawái, por ejemplo, un aumento de las focas monje en las islas ha creado un conflicto entre los lugareños que creen que las focas «pertenecen» al área y los que no. Los depredadores marinos, como las orcas y los lobos marinos, compiten con las pesquerías por alimentos y recursos, mientras que otros, como los grandes tiburones blancos, tienen un historial de dañar a los humanos. Si bien muchas de las causas del conflicto entre humanos y vida silvestre son las mismas entre los ecosistemas terrestres y marinos (depredación, competencia, lesiones humanas, etc.), los entornos oceánicos están menos estudiados y los enfoques de gestión a menudo difieren.

## Estrategias de mitigación

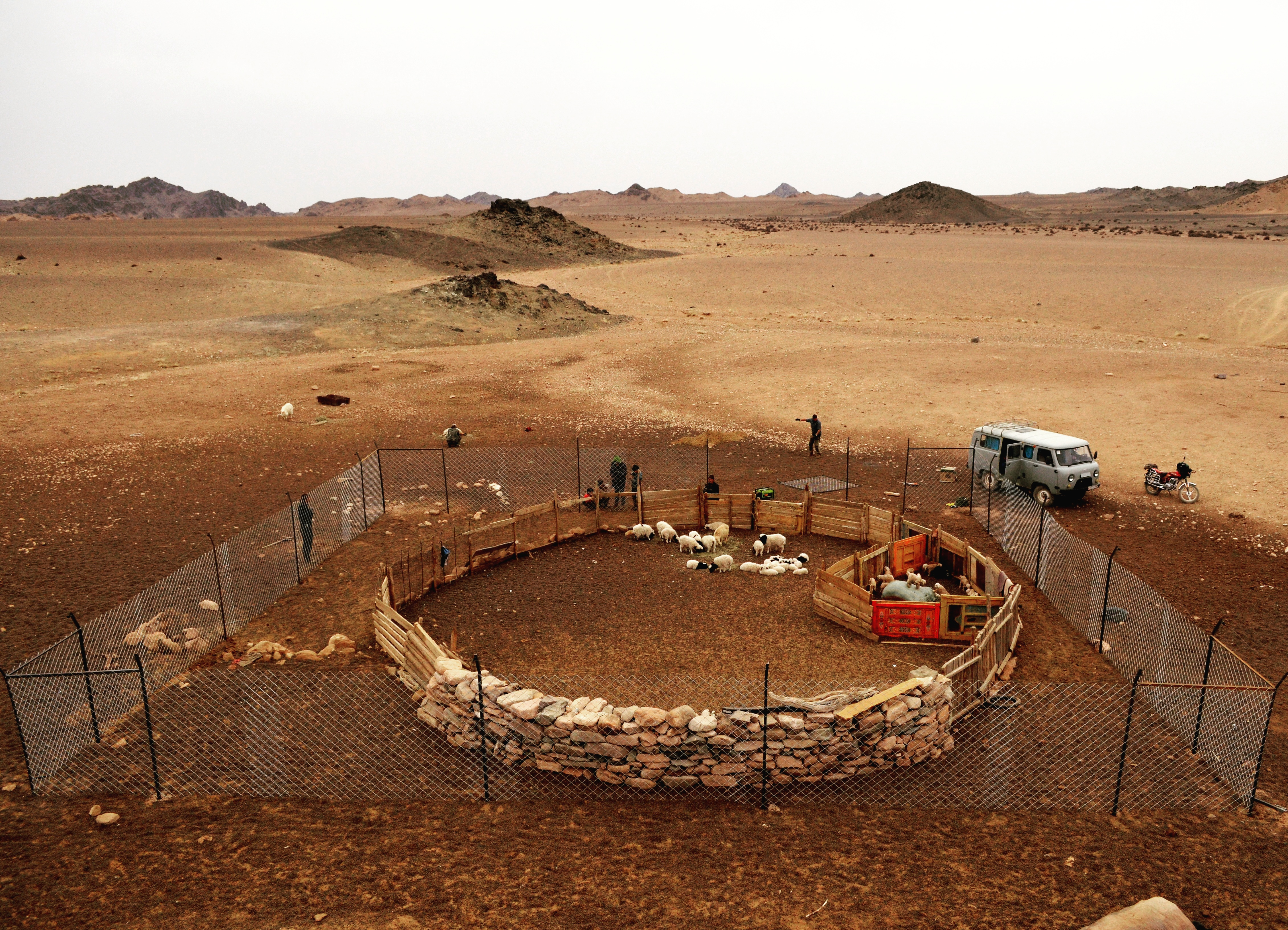
Un corral de ganado tradicional rodeado por un corral a prueba de depredadores en el desierto de Gobi, Mongolia, para proteger al ganado de depredadores como el leopardo de las nieves y el lobo.

Las estrategias de mitigación para manejar los conflictos entre humanos y vida silvestre varían significativamente según la ubicación y el tipo de conflicto. La preferencia es siempre por medidas de prevención pasivas y no intrusivas, pero a menudo se requiere que la intervención activa se lleve a cabo en conjunto. Independientemente del enfoque, las soluciones más exitosas son aquellas que incluyen a las comunidades locales en la planificación, implementación y mantenimiento. La resolución de conflictos, por lo tanto, a menudo requiere un plan regional de ataque con una respuesta adaptada a la crisis específica. Aun así, hay una variedad de técnicas de gestión que se emplean con frecuencia para mitigar los conflictos. Algunos ejemplos son:
- Translocación de animales problemáticos: la reubicación de los llamados animales «problemáticos» de un sitio de conflicto a un nuevo lugar es una técnica de mitigación utilizada en el pasado, aunque investigaciones recientes han demostrado que este enfoque puede tener impactos perjudiciales en las especies y es en gran medida ineficaz.[45] La translocación puede disminuir las tasas de supervivencia y provocar movimientos de dispersión extremos para una especie y, a menudo, los animales "problemáticos" reanudarán comportamientos conflictivos en su nueva ubicación.[46]
- Construcción de cercas u otras barreras: La construcción de barreras alrededor de las bomas de ganado,[14] la creación de distintos corredores de vida silvestre,[47] y la construcción de cercas de colmenas alrededor de las granjas para disuadir a los elefantes[48] han demostrado la capacidad de ser estrategias exitosas y rentables para mitigar el conflicto entre humanos y vida silvestre.
- Mejorar la educación comunitaria y la percepción de los animales: varias culturas tienen innumerables puntos de vista y valores asociados con el mundo natural, y la forma en que se percibe la vida silvestre puede desempeñar un papel en la exacerbación o el alivio del conflicto entre humanos y vida silvestre. En una comunidad Masái donde los jóvenes alguna vez obtuvieron estatus al matar leones, los conservacionistas trabajaron con los líderes de la comunidad para cambiar las percepciones y permitir que esos jóvenes alcanzaran el mismo estatus social protegiendo a los leones.[43]
- Planificación efectiva del uso de la tierra: alterar las prácticas de uso de la tierra puede ayudar a mitigar el conflicto entre los humanos y los animales que atacan los cultivos. Por ejemplo, en Mozambique, las comunidades comenzaron a cultivar más plantas de chile después de descubrir que a los elefantes les desagradan y evitan las plantas que contienen capsaicina. Este método creativo y eficaz disuade a los elefantes de pisotear los campos de los agricultores comunitarios y protege a la especie.[49]
- Compensación: en algunos casos, se han establecido sistemas gubernamentales para ofrecer compensación monetaria por las pérdidas sufridas debido al conflicto entre humanos y vida silvestre. Estos sistemas esperan disuadir la necesidad de matanzas de animales como represalia e incentivar financieramente la coexistencia de humanos y vida silvestre.[50] Se han empleado estrategias de compensación en India,[51] Italia,[50] y Sudáfrica,[52] por nombrar algunos. El éxito de la compensación en la gestión de conflictos entre humanos y vida silvestre ha variado mucho debido a la compensación insuficiente, la falta de participación local o la falla del gobierno en proporcionar los pagos a tiempo.[50][51]
- Análisis espacial y mapeo de puntos críticos de conflicto: el mapeo de interacciones y la creación de modelos espaciales ha tenido éxito en la mitigación del conflicto entre humanos y carnívoros[53] y el conflicto entre humanos y elefantes,[54] entre otros. En Kenia, por ejemplo, el uso de sistemas de información geográfica basados en cuadrículas en colaboración con análisis estadísticos simples permitió a los conservacionistas establecer un predictor efectivo para el conflicto entre humanos y elefantes.[54]
- Perros guardianes que disuaden a los depredadores: el uso de perros guardianes para proteger al ganado de la depredación ha sido eficaz para mitigar los conflictos entre humanos y carnívoros en todo el mundo. Una revisión reciente encontró que el 15,4 % de los casos de estudio que investigaron el conflicto entre humanos y carnívoros utilizaron perros guardianes de ganado como técnica de manejo, con pérdidas de animales en promedio 60 veces más bajas que la norma.[55]
- Manejo de basura y alimentación artificial para evitar la atracción de la vida silvestre: muchas especies de vida silvestre se sienten atraídas por la basura, especialmente los desechos de alimentos, lo que genera interacciones negativas con las personas.[56] La eliminación deficiente de basura, como los desechos de los hoteles, está emergiendo rápidamente como un aspecto importante que aumenta los conflictos entre humanos y carnívoros en países como la India.[21] Se necesita una investigación urgente para aumentar el conocimiento del impacto de la basura fácilmente disponible, y es esencial mejorar la gestión de la basura en las áreas donde residen los carnívoros. La gestión de la eliminación de basura y la alimentación artificial de los primates también puede reducir los conflictos y las oportunidades de transmisión de enfermedades. Un estudio encontró que prohibir a los turistas alimentar a los macacos japoneses redujo las interacciones agresivas entre los macacos y las personas.[57][58]
- Uso de la tecnología: el rápido desarrollo de la tecnología (especialmente la tecnología de la información) puede desempeñar un papel vital en la prevención del conflicto entre humanos y vida silvestre. Los drones y las aplicaciones móviles se pueden utilizar para detectar los movimientos de animales y advertir a las autoridades de carreteras y ferrocarriles para evitar colisiones de animales con vehículos y trenes. También se han utilizado sistemas de mensajería SMS o WhatsApp para alertar a las personas sobre la presencia de animales en las zonas cercanas. Los sistemas inalámbricos de alerta temprana se han utilizado con éxito en terrenos ondulados y planos para mitigar el conflicto entre humanos y elefantes en Tamil Nadu, India.[59][60]

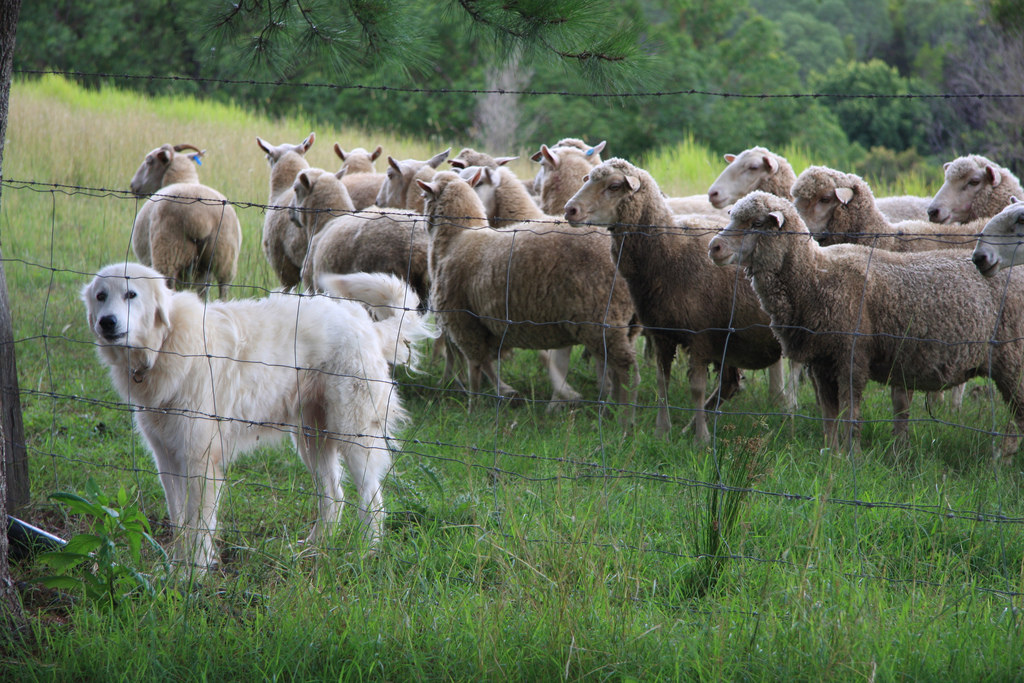
Los perros guardianes de ganado pueden ser una forma eficaz y popular de disuadir a los depredadores y reducir los conflictos entre humanos y carnívoros.

## Dimensiones ocultas del conflicto
El conflicto entre humanos y la vida silvestre también tiene una variedad de dimensiones ocultas que normalmente no se consideran cuando el enfoque se centra en las consecuencias visibles. Estos pueden incluir impactos en la salud, costos de oportunidad y costos de transacción. Los estudios de casos incluyen trabajos sobre elefantes en el noreste de la India, donde las interacciones entre humanos y elefantes se correlacionan con una mayor ingesta de alcohol por parte de los guardianes de los cultivos, lo que resulta en una mayor mortalidad en las interacciones, y cuestiones relacionadas con el género en el norte de la India. Además, la investigación ha demostrado que el miedo causado por la presencia de depredadores puede agravar el conflicto entre humanos y vida silvestre más que el daño real producido por los encuentros.